# Templo de Hércules Gaditano

Archipiélago gaditano.

El Templo de Hércules Gaditano fue un santuario que existió en las antiguas Islas Gadeiras, en las aguas cercanas al actual Islote de Sancti Petri (San Fernando, España).
Los orígenes del templo se remontan a los tiempos de asentamiento fenicio, pueblo que construyó un templo en honor a Melkart. Se continuó tributando culto a dicho dios durante la dominación cartaginesa, pero durante la presencia romana se tributó culto a Hércules.

## Historia
En el siglo I a. C. Estrabón refiere en su Geografía que los tirios fundaron Gadeira, alzando un santuario a Melkart, identificado por griegos y romanos con Hércules, en la parte oriental de la isla y la ciudad en la parte occidental. Se decía que el templo había sido fundado unos ochenta años después de la guerra de Troya a comienzos del siglo XII a. C.

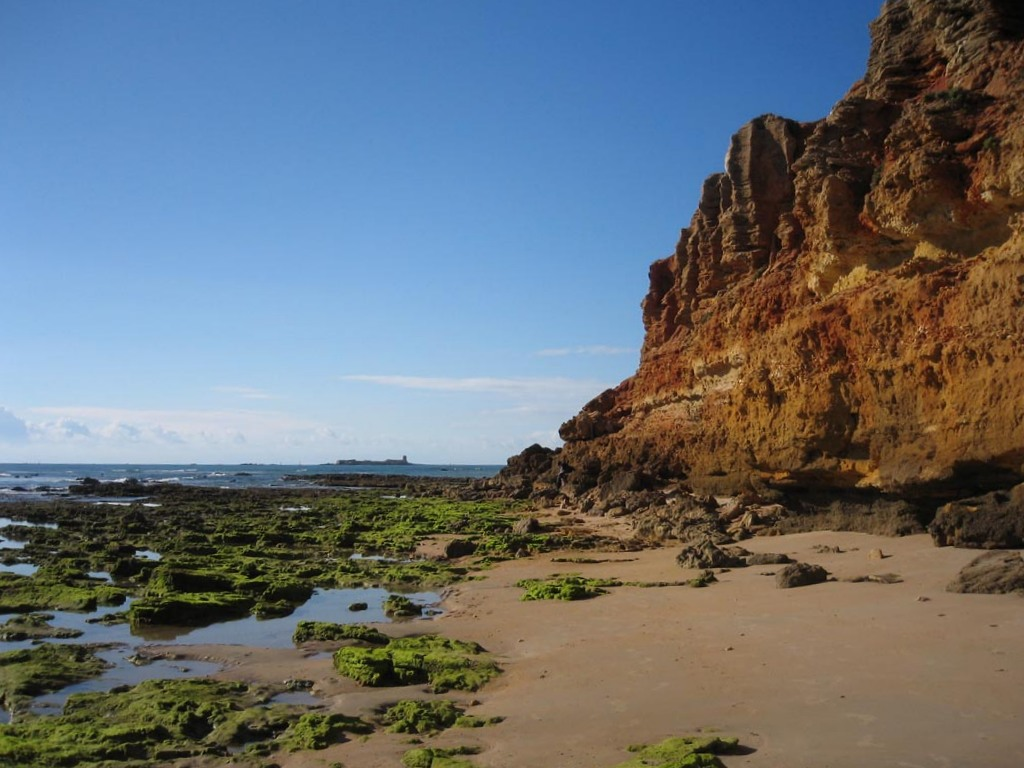
Vista del Islote de Sancti Petri.

El santuario probablemente sería un conjunto de edificaciones donde habría un edificio principal al que se accedía por una puerta flanqueada por dos grandes columnas. Según narra Silio Itálico en el siglo I a. C., en el frontispicio aparecían los doce trabajos de Hércules labrados en bronce. No existía ninguna imagen del dios en el interior del recinto. Asimismo hace referencia al hecho de que los sacrificios humanos estaban prohibidos y a que en su altar ardía un fuego perpetuo, cuidado por la incesante vigilancia de sus sacerdotes. Según Estrabón, en las columnas de la entrada los navegantes hacían sus sacrificios. Abundaban en el santuario los altares de bronce con escenas de la vida de Hércules donde ardía el fuego. Además eran famosos los dos pozos de agua dulce que tenían un régimen de crecidas inverso al de las mareas.

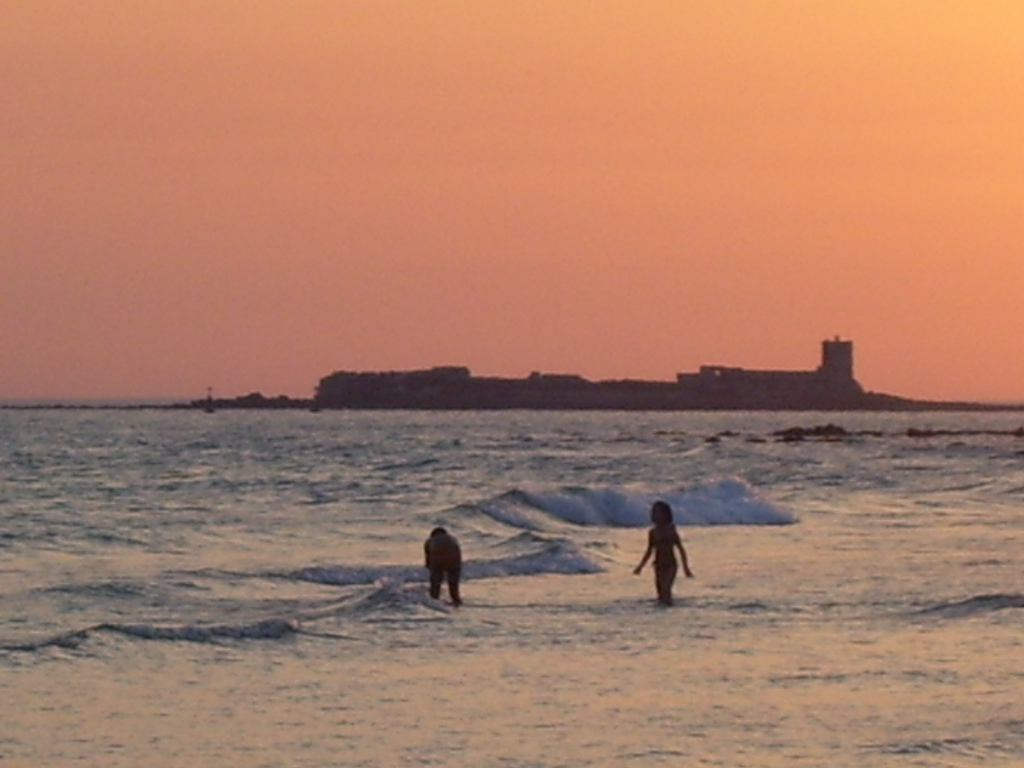
Castillo de Sancti Petri. En este lugar se hallaba el Templo de Hércules Gaditano.

Según el historiador latino Pomponio Mela, en el templo estaban enterrados los restos de Hércules, de ahí su gran fama. Además, contenía reliquias tan famosas como el cinturón de Teucro, héroe griego hijo de Telamón, y el árbol de Pigmalión, cuyos frutos se decía que eran esmeraldas. Las fuentes historiográficas clásicas relatan que muchos personajes célebres, ilustres por sus hazañas o su nobleza, visitaron este templo. Tito Livio narra que Aníbal arribó a la isla para ofrecer al dios sus votos antes de emprender la conquista de Italia. En este santuario, Julio César tuvo un sueño que le predecía el dominio del mundo después de haber llorado ante el busto de Alejandro Magno, por haber cumplido su edad sin haber alcanzado un éxito importante. 
Durante la época romana persistió el esplendor del templo, que alcanzó el máximo esplendor en tiempos de Trajano. Comenzó su decadencia en el siglo IV hasta perder su pasada grandeza por completo durante el dominio visigodo. El santuario sufrió ataques y destrucciones, la acción del mar, su explotación como cantera de piedra ostionera y las sucesivas ocupaciones que sobre él se han ido desarrollando, por lo que ha desaparecido. Su existencia se constata por los textos griegos y latinos, citados desde el siglo XVI por historiadores y eruditos, por textos árabes y por los importantes restos arqueológicos hallados desde principios del siglo XX, como la estatua de un emperador romano divinizado de gran tamaño en 1905, una estatuilla de bronce de la Fama dirigiendo una cuadriga y una gran estatua toracata de bronce, hallada en Rompetimones en 1925. Todos ellos se encuentran en el Museo de Cádiz.
Una célebre descripción anónima de al-Ándalus, titulada Dikr bilad al-Andalus (Mención del país de al-Ándalus), hace referencia a la isla, al templo y su destrucción:

En esta isla se halla el monumento llamado Ídolo de Cádiz, situado a la orilla del mar; en altura, perfección y belleza, esta obra no tiene otro parangón que el monumento de la ciudad del faro, en Yillīqiya [Galicia]. El Ídolo de Cádiz era una almenara de cien codos de altura [...] sobre la que aparecía una imagen antropomórfica de maravillosa naturalidad, equilibrio y tamaño; su rostro se volvía hacia occidente, donde está el Océano, y envolvía su cuerpo en un manto, protegiéndose del norte. [...] Este faro constituía para los musulmanes un guía en el mar, pero fue destruido por `Alī `Īsà b. Maymūn en el año 540 (1145-46), cuando se rebeló en la ciudad de Cádiz.

Según algunos, el Apóstol Santiago desembarcó en la Isla de Sancti Petri para erradicar el culto pagano en el templo y consagrarlo al culto cristiano, consagrándolo a San Pedro, de ahí el nombre actual de Sancti Petri.

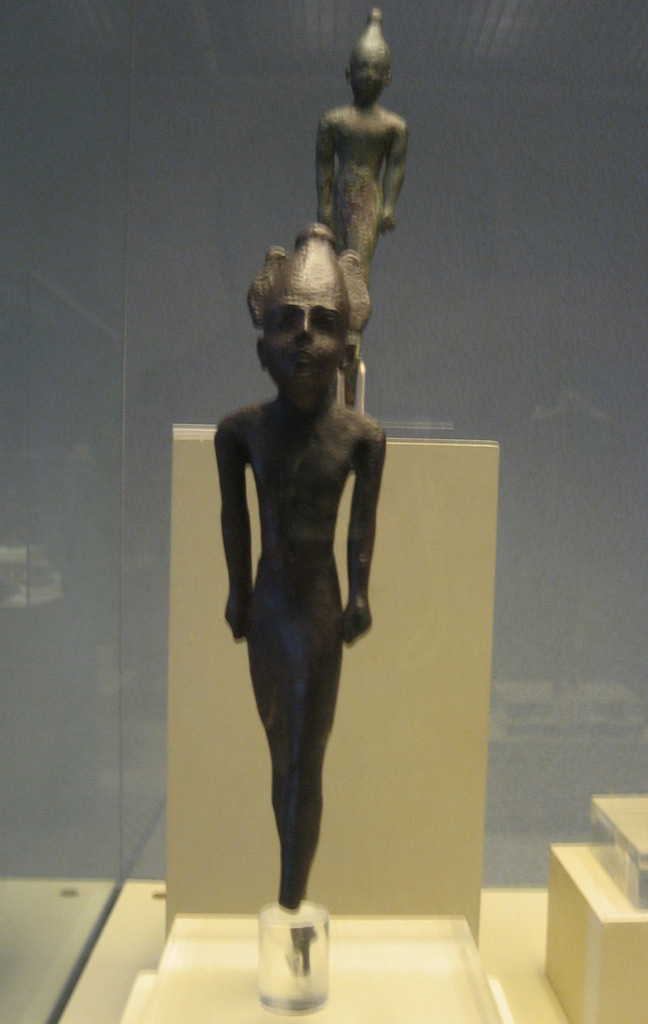
Dos de los cinco bronces fenicios arcaicos encontrados en el entorno del islote de Sancti Petri. La estatuilla situada delante representa a Melkart y la que se encuentra atrás a Baal, siglos VIII-VII a. C.
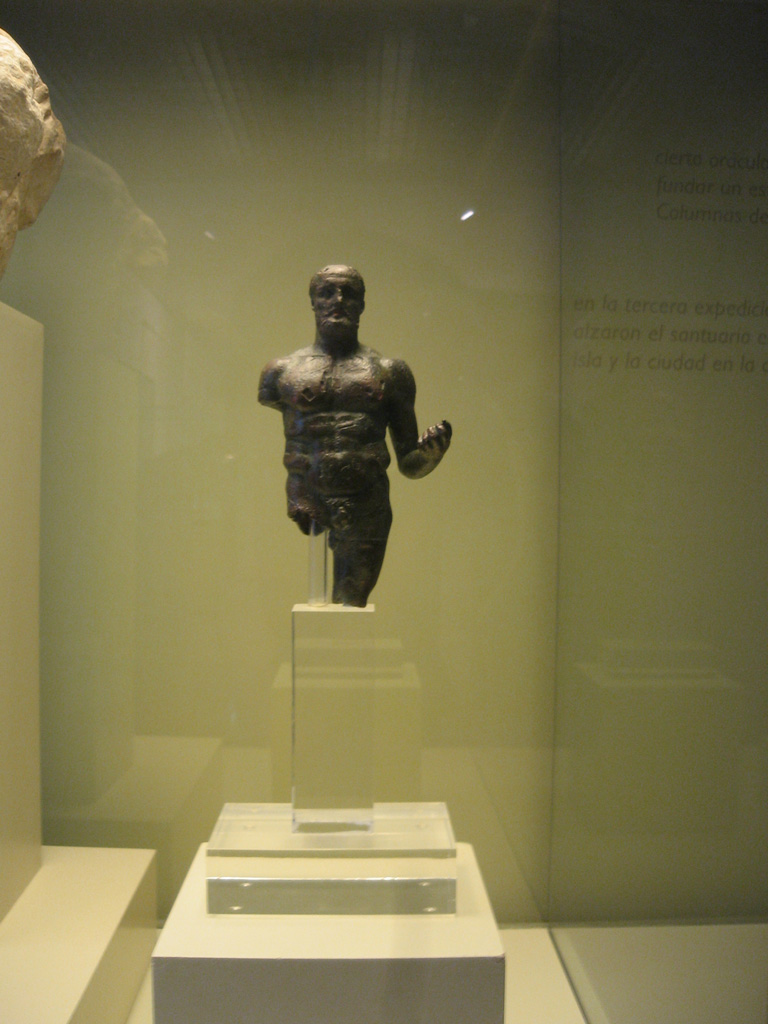
Estatuilla de bronce con incrustaciones de plata del Hércules Gaditano, como puede verse por las iniciales H. G. grabadas en la zona abdominal. Lleva en la mano izquierda las manzanas de las Hespérides. Época altoimperial romana, siglos I-II.
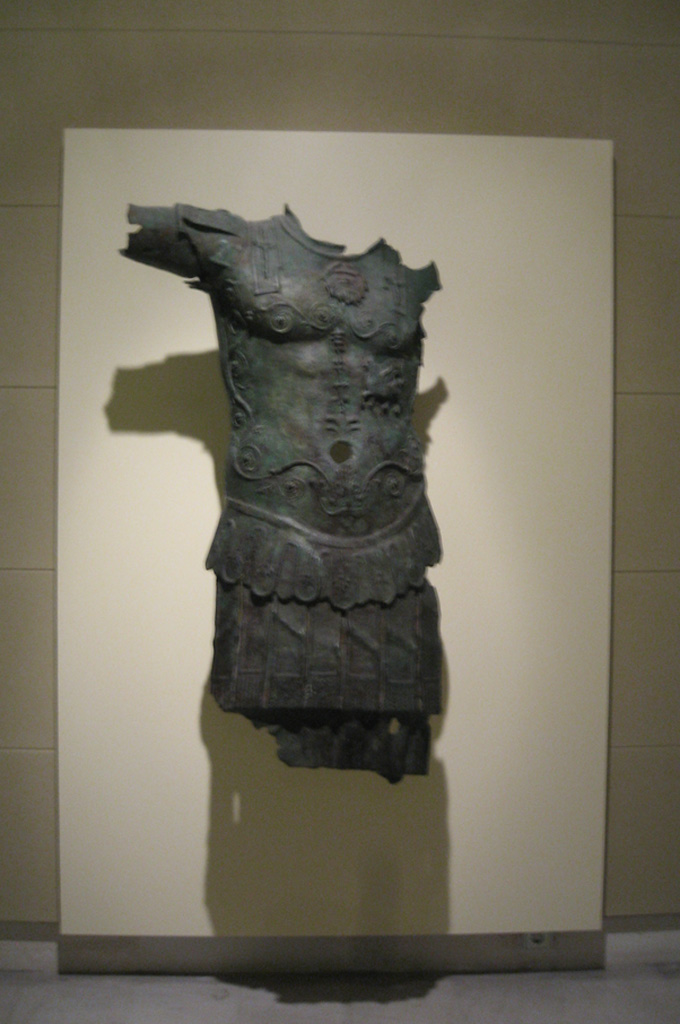
Estatua de bronce de emperador romano thoracato (con coraza), preveniente del escollo de Rompetimones, al este del islote de Sancti Petri, Museo de Cádiz. Fines del siglo I d. C., comienzos del II d. C.
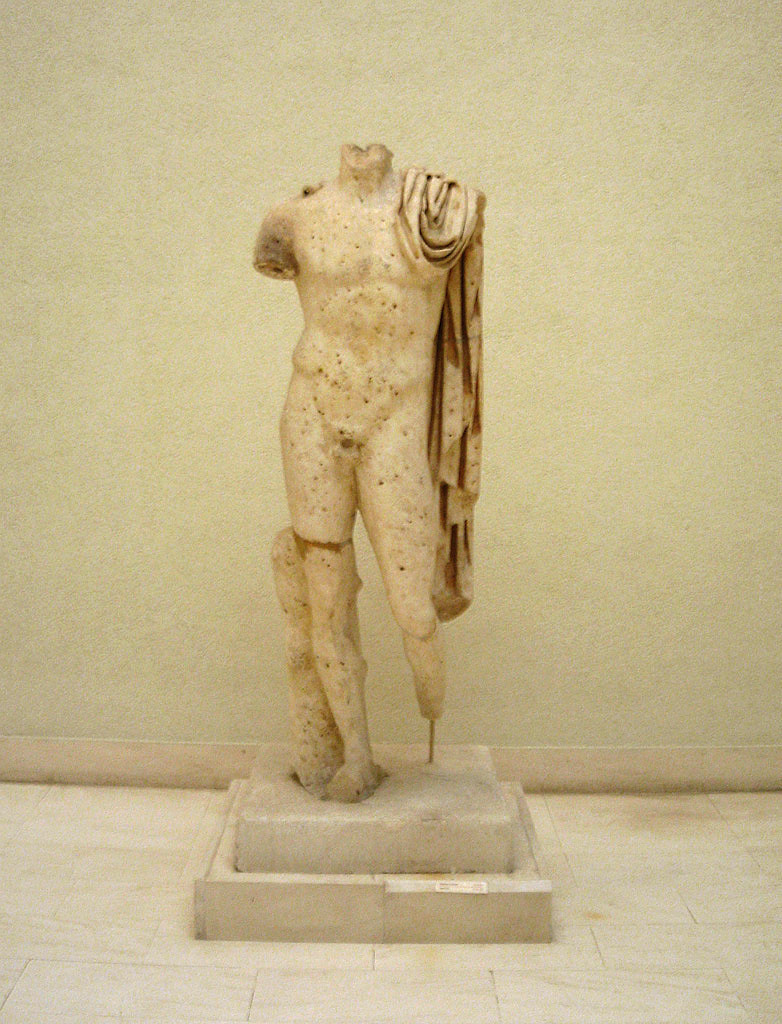
Estatua de mármol de un emperador romano divinizado, siglo II d. C. Fue hallada por un buceador en las aguas del Islote de Sancti Petri en 1905.